# Proclama de París
Proclama de París es la denominación de la proclamación que se fijó en los muros de la ciudad de París en la mañana del día 1 de abril de 1814 (escrita a las tres de la tarde del 31 de marzo), el día siguiente a la entrada en la ciudad de las tropas de la Sexta Coalición vencedoras en la batalla de París, encabezadas por el zar Alejandro I de Rusia. Iba firmada por el propio zar, aunque se supone que fue redactada o al menos inspirada por Charles-Marcel Talleyrand, príncipe de Périgord, cercano a Alejandro en esos días. Se le atribuye una gran importancia histórica porque condicionó todas las posteriores decisiones de los aliados; destacadamente, el Tratado de París (30 de mayo de 1814).

Los ejércitos de las potencias aliadas han ocupado la capital de Francia. Los soberanos aliados reciben benignamente los deseos de la Nación Francesa.

Ellos declaran que si las condiciones de la paz debían contener más fuerte garantía, cuando se trataba de derribar la ambición de Bonaparte; hoy serán más favorables, cuando la Francia volviendo a un sabio Gobierno, ofrece ella misma la seguridad de su descanso.
Por consecuencia, los Soberanos declaran que ellos no trataran más con Napoleón Bonaparte, ni con alguno de su familia.
Que ellos respetarán la integridad de la antigua Francia, como estaba bajo sus legítimos reyes. Aún hacen más: porque admiten por principio que para felicidad de la Europa la Francia debe ser grande y fuerte.
Que ellos reconocerán y afianzarán la Constitución que la Francia adoptare. Por tanto, convidan al Senado a nombrar inmediatamente un Gobierno provisional que atienda a las necesidades de la administración y prepare la Constitución que ha de seguir el pueblo francés.

Las intenciones que yo acabo de expresar, son comunes a todas las potencias aliadas.
[Firmado] Alejandro.

No obstante, los representantes de tales potencias no estuvieron satisfechos con la proclama, especialmente el canciller austríaco Klemens von Metternich (quien por otra parte detestaba al zar Alejandro), y el inglés Robert Stewart, vizconde de Castlereagh (plenipotenciario de Su Majestad Británica en el Congreso de Viena), que acusaron veladamente al autócrata ruso de haber concedido demasiado a los franceses; pero al considerarse como hechos consumados y palabra de rey, no pudieron revertir la decisión.
En cuanto a los rusos, quedaron impactados por el contraste entre la libertad consentida para un país vencido y el propio régimen zarista, lo que determinó la evolución política de muchos oficiales (decembristas).